# Foveon
Foveon, Inc.（フォビオンまたはフォビヨン）は、アメリカ合衆国カリフォルニア州サンノゼに本社を置くCMOSイメージセンサ設計会社。独特な三層構造のイメージセンサFoveon X3を開発、販売している。社名は、目の部位で高精細な中心視野での視覚に寄与する中心窩（fovea）に由来する。
2008年11月11日にシグマの米国法人Sigma Corporation of AmericaがFoveonの全株式を取得して完全子会社とすることが発表された。
脚注
1. ↑  日経クロステック（xTECH） (2008年11月11日). “レンズのシグマがCMOSセンサ設計会社「Foveon」を買収”. 日経クロステック（xTECH）. 2024年1月5日閲覧。